# Obcina Șurdin
Obcina Șurdin (în ucraineană Хребет Шурдін) este o grupă muntoasă a Carpaților Maramureșului și Bucovinei, situată actualmente în Ucraina.

## Înălțime maximă
Cel mai înalt punct al obcinei este Vârful Lungul, la o altitudine de 1.382 m. Alte vârfuri mai importante sunt: Vârful Rotundul, Vârful Măgura, Vârful Șurdin, Vârful Pleșa și Vârful Vancinul.